# Liste der Staatsoberhäupter von Mali
Dies ist eine Liste der Staatsoberhäupter von Mali seit der Unabhängigkeit des Landes.

## Liste der Amtsinhaber
| Nr. | Bild                   | Name (Lebensdaten)                 | Amtsbezeichnung                                                               | Amtszeit           | Amtszeit           | Partei     |
| Nr. | Bild                   | Name (Lebensdaten)                 | Amtsbezeichnung                                                               | Beginn             | Ende               | Partei     |
| --- | ---------------------- | ---------------------------------- | ----------------------------------------------------------------------------- | ------------------ | ------------------ | ---------- |
| −   | Modibo Keïta           | Modibo Keïta (1915–1977)           | Staatschef                                                                    | 20. Juni 1960      | 1965               | US-RDA     |
| 1   | Modibo Keïta           | Modibo Keïta (1915–1977)           | Präsident                                                                     | 1965               | 19. November 1968  | US-RDA     |
| −   | Moussa Traoré          | Moussa Traoré (1936–2020)          | Vorsitzender der Militärkommission für die Nationale Befreiung                | 19. November 1968  | 19. September 1969 | Militär    |
| −   | Moussa Traoré          | Moussa Traoré (1936–2020)          | Staatsoberhaupt                                                               | 19. September 1969 | 19. Juni 1979      | Militär    |
| 2   | Moussa Traoré          | Moussa Traoré (1936–2020)          | Präsident                                                                     | 19. Juni 1979      | 26. März 1991      | UDPM       |
| –   | Amadou Toumani Touré   | Amadou Toumani Touré (1948–2020)   | Vorsitzender des Nationalen Versöhnungsrates                                  | 26. März 1991      | 31. März 1991      | Militär    |
| –   | Amadou Toumani Touré   | Amadou Toumani Touré (1948–2020)   | Vorsitzender des Übergangskomitees für die Rettung der Menschen               | 31. März 1991      | 8. Juni 1992       | Militär    |
| 3   | Alpha Oumar Konaré     | Alpha Oumar Konaré (* 1946)        | Präsident                                                                     | 8. Juni 1992       | 8. Juni 2002       | ADEMA-PASJ |
| 4   | Amadou Toumani Touré   | Amadou Toumani Touré (1948–2020)   | Präsident                                                                     | 8. Juni 2002       | 22. März 2012      | Parteilos  |
| –   | Amadou Sanogo          | Amadou Sanogo (* 1972/73)          | Vorsitzender des Nationalen Komitees für die Wiederherstellung der Demokratie | 22. März 2012      | 12. April 2012     | Militär    |
| –   | Dioncounda Traoré      | Dioncounda Traoré (* 1942)         | Interimspräsident                                                             | 12. April 2012     | 4. September 2013  | ADEMA-PASJ |
| 5   | Ibrahim Boubacar Keïta | Ibrahim Boubacar Keïta (1945–2022) | Präsident                                                                     | 4. September 2013  | 19. August 2020    | RPM        |
| –   | Assimi Goïta           | Assimi Goïta (* 1983)              | Vorsitzender des Nationalen Komitees zum Wohl des Volkes                      | 24. August 2020    | 25. September 2020 | Militär    |
| –   | Bah N’Daw              | Bah N’Daw (* 1950)                 | Interimspräsident                                                             | 25. September 2020 | 26. Mai 2021       | Parteilos  |
| –   | Assimi Goïta           | Assimi Goïta (* 1983)              | Präsident (kommissarisch)                                                     | 26. Mai 2021       |                    | Militär    |